# Forame jugular

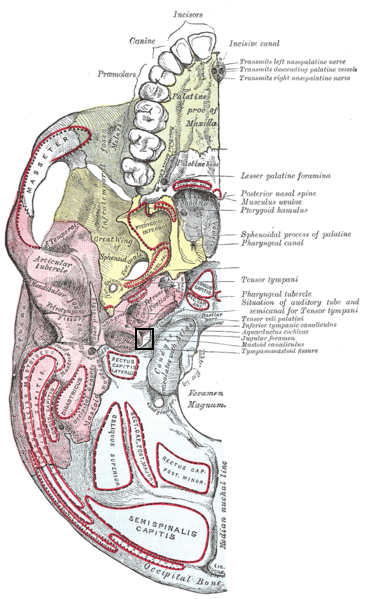
Norma inferior da base do crânio. O forame jugular está destacado pelo quadrado.

O forame jugular é uma abertura na base do crânio que permite a passagem, na parte anterior, dos nervos cranianos glossofaríngeo, vago e acessório e, na parte posterior, da veia jugular interna, principal via de drenagem sanguínea do cérebro. É formado anteriormente pela porção petrosa do temporal e posteriormente pelo occipital.  O orifício se localiza lateralmente ao forame magno, póstero-lateralmente ao canal carótico e lateralmente ao canal do nervo hipoglosso.